# 세리나 라이더
세리나 라이더(Serena Ryder, 1982년 12월 8일 ~ )는 캐나다의 싱어송라이터이다. 2014 주노상 음악 아티스트상 수상자이다.

## 음반 목록
- Falling Out (1999)
- Unlikely Emergency (2005)
- If Your Memory Serves You Well (2006)
- Is It O.K. (2008)
- Harmony (2012)
- Utopia (2017)